# Далява
Далява (укр. Далява) — село в Меденичской поселковой общине Дрогобычского района Львовской области Украины.
Население по переписи 2001 года составляло 371 человек. Занимает площадь 1,355 км². Почтовый индекс — 82166. Телефонный код — 3244.